# Гулистан (книга)

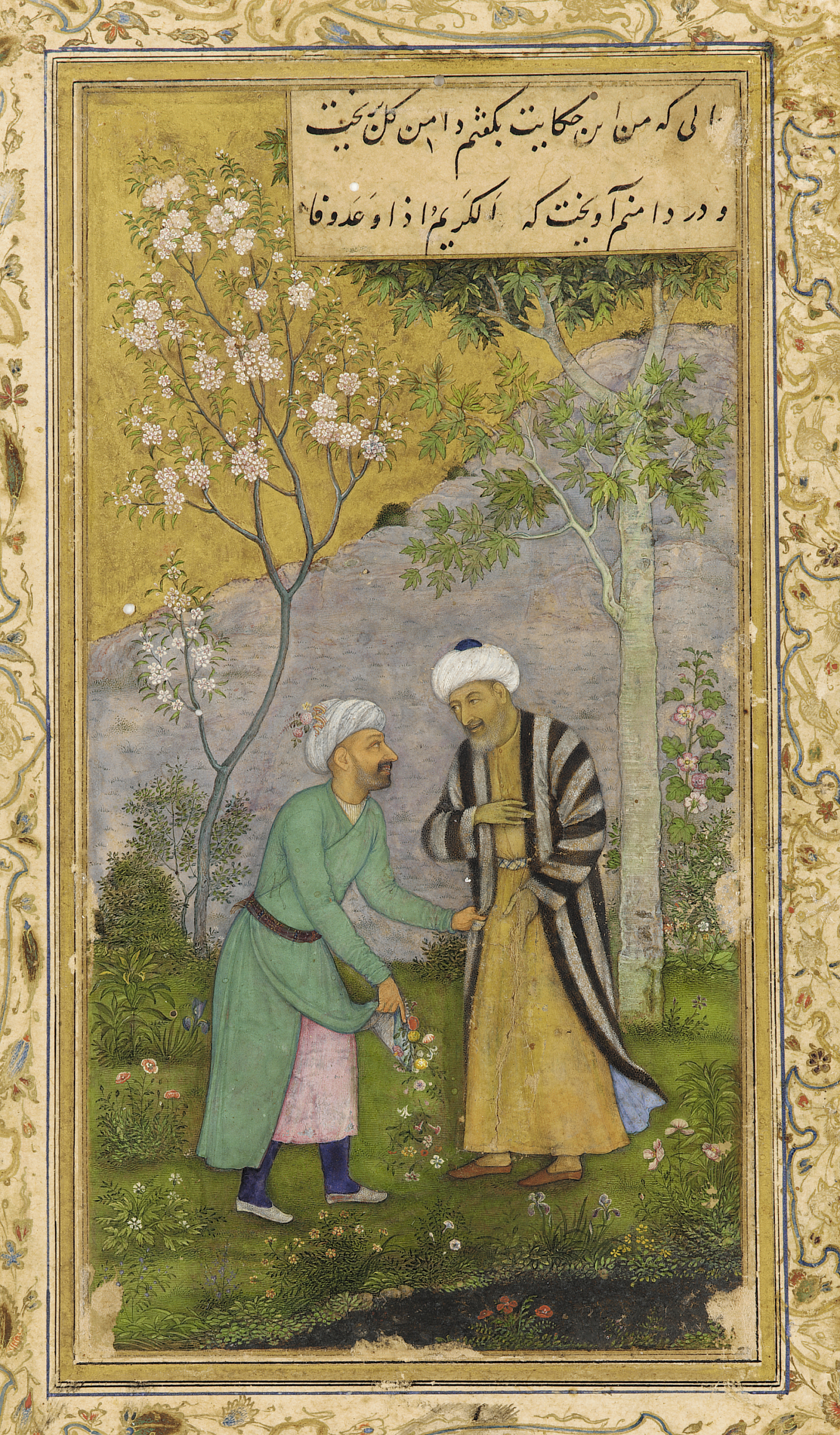
Саади в Гулистане ("Цветочном саду"), миниатюра 1645 года

Гулистан (букв. «вертоград», «цветник», перс. گلستان‎: от «гуль», перс. گل‎ — цветок и «-стан» — пристанище) — поэма Саади, написанная в 1259 году на языке фарси. «Гулистан» состоит из 8 глав, в которых раскрываются различные аспекты житейской мудрости. Наряду с книгой «Бустан» поэма считается одной из важнейших вех средневековой персидской литературы.

## Оглавление
- Предисловие

1. О жизни царей
2. О жизни дервишей
3. О преимуществах довольства малым
4. О пользе молчания
5. О любви (ишк, перс. عشق‎) и молодости
6. О слабости и старости
7. О воспитании
8. О правилах общения

## Содержание
В одной из притч 1 главы Саади рассказывает о том, как царь по совету мудреца пощадил подростка из банды, однако впоследствии, несмотря на проявленную к нему ласку, подросток навредил своим благодетелям. Саади делает вывод, что воспитание не меняет дурной природы человека. В другой притче, размышляя над причинами падения жестоких царей, Саади замечает, что правитель не может игнорировать благо народа. Еще в одной притче он доказывает единство всего человечества (сынов Адама) и проповедует необходимость сострадания к другим. Саади также обращает внимание, что знание не всегда способствует богатству: глупцы бывают в почете, а умные в унижении. Описывая быт странствующих дервишей, он сообщает, что под ними могут скрываться лицемерные и даже порочные люди. Истинным является не столько тот дервиш, который ходит в рубище, носит четки и долго молится, сколько тот, кто усмиряет страсти (гнев, похоть, чревоугодие, алчность), довольствуется малым и всегда уповает на Бога. Повествуя о любви, Саади излагает притчу о Лейли и Маджнун, обращая внимание, что любовь - это субъективная привязанность, поскольку для арабского царя Лейла показалась хуже наложниц его гарема, но для пастуха Маджнуна она была всем в этом мире.

## География
Поскольку героями притч Саади оказываются странствующие дервиши, то он часто описывает разные страны, куда они отправляются вместе с караванами:
- Север: Туркестан - родина храбрых гулямов.
- Запад: франки, Греция (страна врачей), Магриб, Рум.
- Юг: Йемен (страна тканей).
- Восток: Индия, Китай (страна фарфора), Балх, Бамиан.
- Центр: Египет, Сирия, Ирак, Хиджаз (место паломничества мусульман), Фарс.